# Agrodiaetus posticobasipunctata
Agrodiaetus posticobasipunctata är en fjärilsart som beskrevs av Ruggero Verity 1943. Agrodiaetus posticobasipunctata ingår i släktet Agrodiaetus och familjen juvelvingar. Inga underarter finns listade i Catalogue of Life.